# Neuvecelle
Neuvecelle este o comună în departamentul Haute-Savoie din sud-estul Franței. În 2009 avea o populație de 2.563 de locuitori.

## Evoluția populației
| An        | 1975  | 1982  | 1990  | 1999  | 2006  | 2009  |
| --------- | ----- | ----- | ----- | ----- | ----- | ----- |
| Populație | 1.288 | 1.559 | 1.949 | 2.211 | 2.481 | 2.563 |